# Echipa națională de fotbal a Spaniei
Echipa națională de fotbal a Spaniei reprezintă Spania în competițiile fotbalistice internaționale inter-țări. Este organizată de Federația Regală Spaniolă de Fotbal. Este deținătoarea recordului privind cele mai multe titluri europene, cu patru ediții câștigate: 1964, 2008, 2012 și 2024. E devenit de asemenea campioană mondială în 2010 și a cucerit medaliile de aur la Jocurile Olimpice de vară din 1992, de la Barcelona.
În iulie 2008, Spania s-a clasat pe locul întâi în ierarhia FIFA pentru prima dată în istoria sa, devenind a șasea țară lider mondial și prima care nu a câștigat Campionatul Mondial. Între noiembrie 2006 și iunie 2009, Spania a fost neînvinsă pentru un record de 35 meciuri consecutive — record împărțit cu Brazilia — incluzând un record de 15 meciuri câștigate pe linie până la înfrângerea cu Statele Unite 2-0 la Cupa Confederațiilor FIFA 2009. În 2010 a făcut cea mai mare performanță din istoria sa, câștigând pentru prima dată în istorie Campionatul Mondial de Fotbal după finala cu Țările de Jos, unde singurul gol a fost marcat în minutele de prelungiri de Iniesta.

## Istorie

### Campionatul Mondial de Fotbal 1950
Fondată în 1913, Războiul Civil Spaniol și Al doilea Război Mondial a împiedicat Spania să participe la orice competiție de la Campionatul Mondial de Fotbal 1934 până la Campionatul Mondial de Fotbal 1950. Acolo au depășit faza grupelor împotriva  Angliei, Chile-ului și Statelor Unite pentru a avansa în runda finală.
Atunci campioana nu era decisă într-un singur meci, câștigătoarele grupelor erau puse într-o singură grupă, iar primul loc lua trofeul. Cele patru echipe participante în grupa finală erau Uruguay, Brazilia, Suedia și Spania.  Spania nu a reușit să câștige grupa, și au terminat pe locul patru după un egal 2-2 cu Uruguay, o înfrângere 6-1 cu Brazilia și o altă înfrângere la scorul de 3-1 cu Suedia.  Până în 2010, acest loc patru era cel mai bun rezultat al Spaniei la Campionatul Mondial, în 2010 ea luând trofeul. Golgheterul Spaniei la Campionatul Mondial de Fotbal 1950 a fost Estanislao Basora, care a terminat turneul cu cinci goluri, performanță egalată în 2010 de David Villa.
Spaniolii, conduși de Alfredo Di Stéfano, s-au calificat pentru Campionatul Mondial de Fotbal 1962.

### Campionatul Mondial de Fotbal din 1982 în Spania
În 1976, Spania a fost aleasă ca gazdă a Campionatului Mondial de Fotbal 1982. Acest mondial a fost jucat în 24 de echipe în premieră pentru prima dată. Așteptările au fost mai mari pentru Spania ca națiune gazdă sub comanda antrenorului José Santamaría. În faza grupelor a jucat în Grupa 5, în care au reușit doar un 1-1 contra Hondurasului în meciul de deschidere, după care au reușit o victorie 2-1 contra Iugoslaviei, dar au fost învinși cu 1–0 de Irlanda de Nord. Aceste rezultate au fost suficiente pentru a avansa în a doua rundă în care au jucat în Grupa B, dar înfrângerea cu Germania de Vest și egalul cu Anglia nu a fost de ajuns pentru a avansa mai departe, și Santamaría a fost demis.

### 1984 spre 1988
Fostul antrenor al lui Real Madrid Miguel Muñoz, care a antrenat temporar Spania în 1969, l-a înlocuit pe Daniel Newlan, reîntorcându-se la echipa națională. Spania a fost în Grupa 7 de calificare a Euro 84, împotriva Țărilor de Jos, Irlandei, Islandei și Maltei. În ultimul meci al grupei, Spania trebuia să o învingă pe Malta la cel puțin 11 goluri diferență pentru a depăși Țările de Jos, echipa de pe primul loc. După ce a condus cu 3-1 la pauză, Spania a înscris nouă goluri în a doua repriză, câștigând meciul cu 12-1, și a câștigat grupa. La tragerile la sorți de dinaintea turneului final, Spania a picat în grupa B, acolo unde avea să întâlnească România, Portugalia și Germania de Vest. După două egaluri cu primele două adversare, scor 1-1, Spania a reușit să obțină primul loc după ce a câștigat meciul cu Germania de Vest cu 1-0. În semifinalele competiției, Spania și Danemarca se aflau la penaltiuri, după ce prelungirile se încheiaseră cu scorul de 1-1. Spania a reușit să câștige la loviturile de departajare cu 5-4. Gazda, și totodată favorita competiției, Franța, a învins-o pe Spania în finala cu scorul de 2-0, după o primă repriză albă.

### 1990 spre 1992
Pentru Campionatul Mondial de Fotbal 1990 din Italia, Spania avea un alt antrenor, Evan Luis Suárez. Ea calificându-se dintr-o grupă formată din Republica Irlandei, Ungaria, Irlanda de Nord, și Malta, Spania a intrat în competiție după o formă bună, a ajuns în faza elminatorie după 0–0 cu Uruguay și o victorie cu Coreea de Sud (3–1) și cu Belgia (2–1), în a doua rundă fiind învinsă de Iugoslavia cu 2-1.
Noul antrenor Vicente Miera nu a reușit să califice Spania la Euro 92, după ce a termina a trei într-o grupă cu Franța și Cehoslovacia, însă a reușit să câștige medalia de aur alături de Spania la Jocurile Olimpice de vară din 1992 în Barcelona.

### Euro 2000 și Cupa Mondială 2002
După înfrângere 3–2 în meciul de deschidere cu Cipru calificările pentru Euro 2000, Clemente a fost concediat și a fost înlocuit de José Antonio Camacho ca antrenor. Spania a câștigat restul meciurilor pentru calificarea la Euro 2000, unde au fost puși în Grupa C. O înfrângere 1–0 cu Norvegia a fost urmată de victorii cu Slovenia (2–1) și cu Iugoslavia (4–3) ea calificându-se în sferturile Euro 2000 unde a fost învinsă de campioana mondială din 1998, Franța cu 2-1, golul Spaniei fiind marcat de Mendieta din penalti.
La Campionatul Mondial de Fotbal 2002 Spania s-a calificat ca câștigătoare a Grupei 7 de calificare, ea fiind pusă în Grupa B împreună cu Paraguay, Africa de Sud și Slovenia, a câștigat grupa sa și s-a calificat în faza eliminatorie a Cupei Mondiale 2002, unde a dat peste Irlanda, pe care a învins-o la penalti-uri cu 3-2, în sferturile de finală a întâlnit co-organizatoarea, Coreea de Sud, unde a fost învinsă la penalti-uri cu 5-3.

### Euro 2004
La Euro 2004 în Portugalia, Spania a jucat în Grupa A cu gazda Portugalia, Rusia și Grecia, ea terminând pe locul trei. Spania a învins cu 1–0 Rusia și a făcut egal 1–1 cu Grecia, dar nu a reușit să facă egal cu Portugalia pentru a merge mai departe. Iñaki Sáez a fost demis și câteva săptămâni mai târziu a fost înlocuit de Luis Aragonés.

### Debutul la Cupa Confederațiilor FIFA și Preliminariile Campionatului Mondial de Fotbal 2010

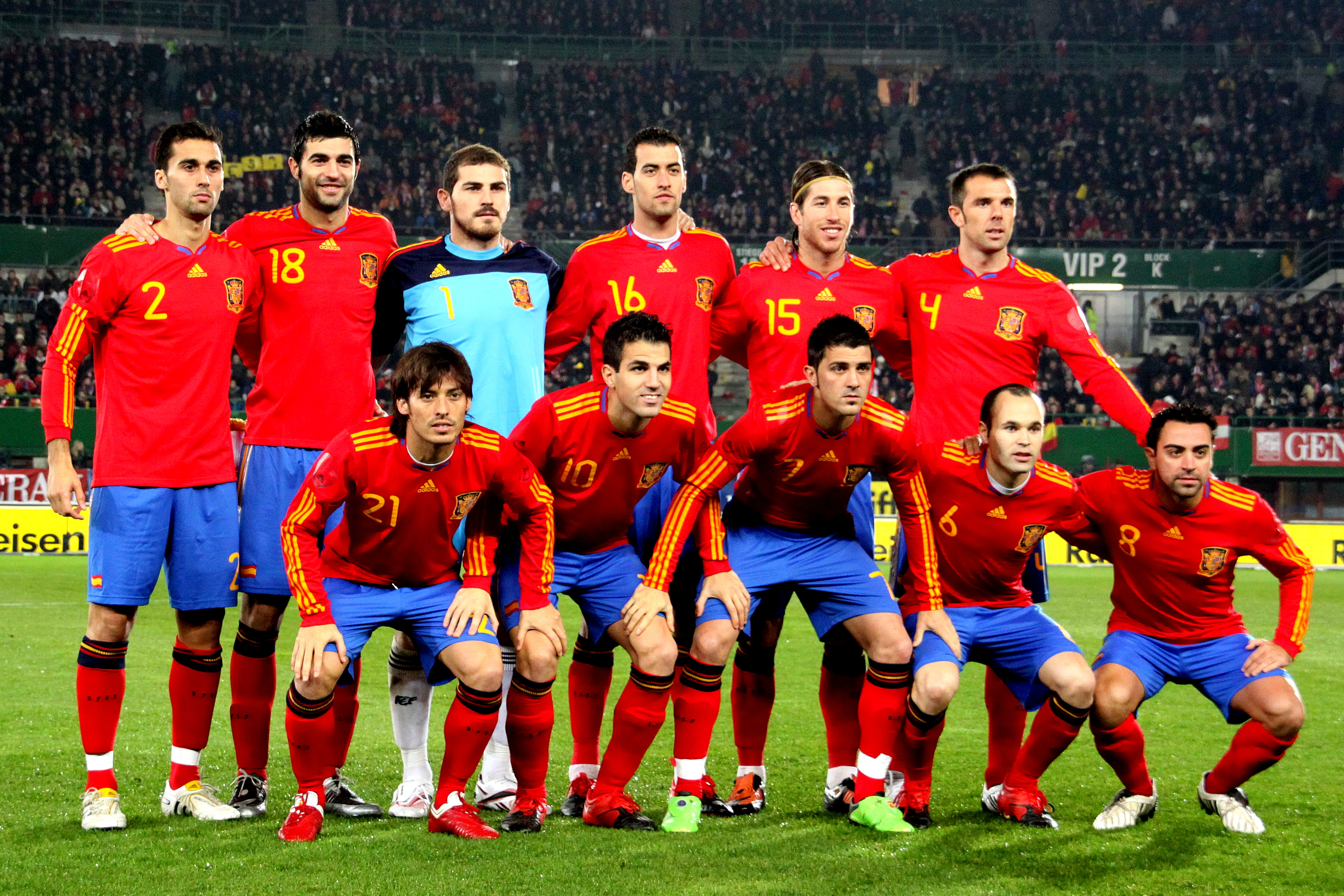
Echipa națională de fotbal a Spaniei în noiembrie 2009 în Viena, pe Ernst-Happel-Stadion vs. Echipa națională de fotbal a Austriei (5:1)

Luis Aragonés a terminat rolul său de manager după Euro 2008, și a fost înlocuit de Vicente del Bosque.
2008 l-a văzut pe David Villa marcând 12 goluri în 15 jocuri, doborând recordul de 10 goluri într-un an, performanță făcută de Raúl în 1999. Pe 11 februarie 2009, David Villa a făcut un alt record la golul din minutul 36 împotriva Angliei el devenind primul jucător spaniol care marchează 6 goluri în 6 meciuri consecutive.
La Cupa Confederațiilor FIFA 2009 a participat pentru prima dată în istorie ca campionă europeană, ea participând în Grupa A împreună cu Africa de Sud, Irak și Noua Zeelandă, învingând toate echipele și calificându-se în semifinale, unde a fost învinsă de Statele Unite cu 2-0 după un record de 35 de meciuri fără înfrângere. A reușit să ia locul trei după ce a învins în finala mică Africa de Sud în prelungiri cu 3-2, prin golul lui Xabi Alonso. David Villa și Fernando Torres au reșit fiecare câte 3 goluri, Torres făcând un hat-trick cu Noua Zeelandă.
Pe 9 septembrie 2009 Spania și-a asigurat participarea la Campionatul Mondial de Fotbal 2010 învingând Estonia cu 3–0 în Mérida. Spania reușit recordul de a câștigat 10 meciuri din 10 în preliminarii.

### Câștigătoare a Campionatului Mondial de Fotbal 2010
| Casillas (C) Ramos Puyol Piqué Capdevila Xavi Busquets Alonso Iniesta Pedro Villa |
| Echipa de start a Spaniei în Finala Campionatului Mondial de Fotbal 2010.         |

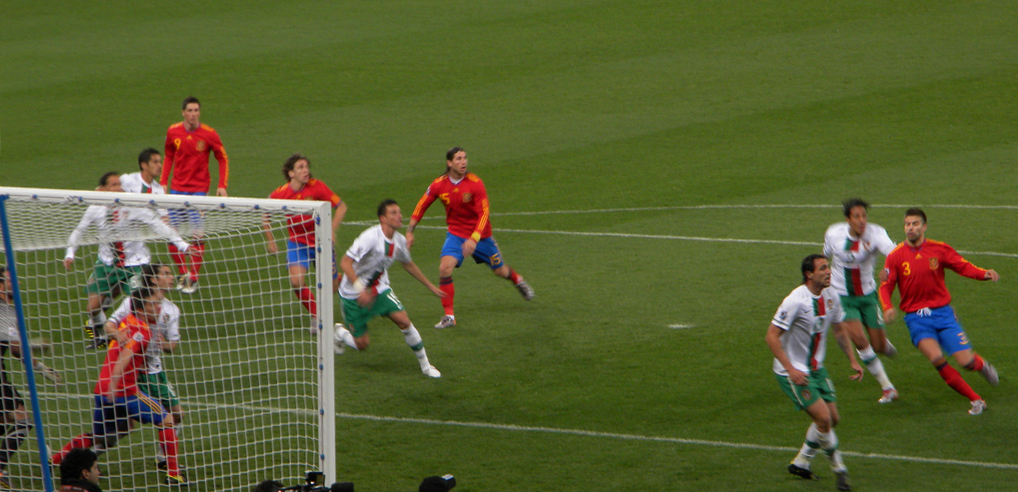
Spania la un corner împotriva Portugaliei
în optimile de finală ale Campionatului Mondial de Fotbal 2010

Cu jocul impus de Xavi si Iniesta, considerati cei mai mari jucatori spanioli din toate timpurile, Spania avea sa reuseasca "dubla" istorica, impunandu-se si in finala Campionatului Mondial, dupa ce in urma cu doi ani reusea sa castige Campionatul European, acesta din urma fiind primul trofeu important pentru iberici, de la titlul castigat de generatia lui Luisito Suarez din 1964.
La Campionatul Mondial de Fotbal 2010 a jucat în Grupa H împreună cu Elveția, Honduras și Chile. Grupa a fost câștigată de spanioli. În primul meci au jucat contra Elveției, care a reușit să o învingă pe Spania, fiind singura echipă care a reușit să o învingă pe Spania la acest mondial, cu 1-0. În meciul următor, contra Hondurasului, au reșit să învingă cu 2-0 după dubla lui David Villa. În ultimul meci al grupei, a reușit să învingă Chile cu 2-1. A reușit să avanseze în optimi, întâlnind Portugalia, de care au reușit să treacă cu 1-0 după golul lui David Villa. În sferturi au întâlnit Paraguay, cu care a câștigat în ultimele minute după un meci cu 2 penalti-uri ratate, unul pentru Paraguay și unul pentru Spania, după golul din minutul 82 a lui David Villa.  În semifinale avea să joace cu tripla campioană mondială, Germania, de care a reușit să treacă după golul lui Puyol din minutul 75, reușind în premieră să ajungă în finală, unde a jucat cu Țările de Jos, care a jucat pentru a treia oară o finală de campionat mondial după cele din 1974 și 1978, reușind să câștige pentru prima dată în istorie Campionatul Mondial de Fotbal. Singurul gol al pertidei a fost marcat în prelungirile partidei, înainte de penalti-uri, de Andrés Iniesta în minutul 116.
Spania a câștigat premiul fair-play, în timp ce jucătorii săi au câștigat alte premii. Iker Cassilas a fost cel mai bun portar al mondialului, el primind doar două goluri. David Villa a câștigat balonul de bronz și gheata de argint cu 5 goluri marcate și o pasă de gol. Spania urmează să reprezinte Europa la Cupa Confederațiilor FIFA 2013.
La Campionatul Mondial de Fotbal din 2014, Spania a pierdut primele două meciuri din grupa B cu Țările de Jos, scor 1-5 și cu Chile, scor 0-2, reușind o singură victorie, cea în fața Australiei, scor 3-0. Spania a terminat a ocupat numai locul al treilea, ieșind din competiție încă din faza grupelor.

## Echipament
Echipamentul Spaniei de acasă este format dintr-un tricou roșu, șort-uri albastre, șosete roșii și linii galbene pe tricou. Cel de deplasare este format din echipament albastru cu linii roșii și galbene pe tricou. După câștigarea Cupei Mondiale 2010 o stea galbenă a fost adăugată stemei.
În Finala Campionatului Mondial de Fotbal 2010 a fost prima dată de la Anglia în 1966 când câștigătorii cupei au jucat în echipamanetul de rezervă. Ei folosind echipamentul albastru, iar la premiere schimbându-și echipamentul în cel roșu cu albastru.

## Campionatul Mondial
| 1930  | Nu a participat  | Nu a participat  | Nu a participat  | Nu a participat  | Nu a participat  | Nu a participat  | Nu a participat  | Nu a participat  | Nu a participat  | Nu a participat  |
| 1934  | Sferturi         | 5                | 3                | 1                | 4                | 1                | 4                | 3                |                  |                  |
| 1938  | S-a retras       | S-a retras       | S-a retras       | S-a retras       | S-a retras       | S-a retras       | S-a retras       | S-a retras       | S-a retras       | S-a retras       |
| 1950  | Grupa finală     | 4                | 6                | 3                | 1                | 2                | 10               | 12               |                  |                  |
| 1954  | Nu s-a calificat | Nu s-a calificat | Nu s-a calificat | Nu s-a calificat | Nu s-a calificat | Nu s-a calificat | Nu s-a calificat | Nu s-a calificat | Nu s-a calificat | Nu s-a calificat |
| 1958  | Nu s-a calificat | Nu s-a calificat | Nu s-a calificat | Nu s-a calificat | Nu s-a calificat | Nu s-a calificat | Nu s-a calificat | Nu s-a calificat | Nu s-a calificat | Nu s-a calificat |
| 1962  | Prima fază       | 12               | 3                | 1                | 0                | 2                | 2                | 3                |                  |                  |
| 1966  | Prima fază       | 10               | 3                | 1                | 0                | 2                | 4                | 5                |                  |                  |
| 1970  | Nu s-a calificat | Nu s-a calificat | Nu s-a calificat | Nu s-a calificat | Nu s-a calificat | Nu s-a calificat | Nu s-a calificat | Nu s-a calificat | Nu s-a calificat | Nu s-a calificat |
| 1974  | Nu s-a calificat | Nu s-a calificat | Nu s-a calificat | Nu s-a calificat | Nu s-a calificat | Nu s-a calificat | Nu s-a calificat | Nu s-a calificat | Nu s-a calificat | Nu s-a calificat |
| 1978  | Prima fază       | 10               | 3                | 1                | 1                | 1                | 2                | 2                |                  |                  |
| 1982  | A doua fază      | 12               | 5                | 1                | 2                | 2                | 4                | 5                |                  |                  |
| 1986  | Sferturi         | 7                | 5                | 3                | 1                | 1                | 11               | 4                |                  |                  |
| 1990  | Optimi           | 10               | 4                | 2                | 1                | 1                | 6                | 4                |                  |                  |
| 1994  | Sferturi         | 8                | 5                | 2                | 2                | 1                | 10               | 6                |                  |                  |
| 1998  | Prima fază       | 17               | 3                | 1                | 1                | 1                | 8                | 4                |                  |                  |
| 2002  | Sferturi         | 5                | 5                | 3                | 2                | 0                | 10               | 5                |                  |                  |
| 2006  | Optimi           | 9                | 4                | 3                | 0                | 1                | 9                | 4                |                  |                  |
| 2010  | Campioni         | 1                | 7                | 6                | 0                | 1                | 8                | 2                |                  |                  |
| 2014  | Grupe            | 23               | 3                | 1                | 0                | 2                | 4                | 7                |                  |                  |
| 2018  | Optimi           | 10               | 4                | 1                | 3                | 0                | 7                | 6                |                  |                  |
| 2022  | Optimi           | 13               | 4                | 1                | 2                | 1                | 9                | 3                |                  |                  |
| Total | 1 Titlu          | 16/22            | 67               | 31               | 17               | 19               | 108              | 75               |                  |                  |

### Finale
| Finale jucate de Spania la Campionatul Mondial | Finale jucate de Spania la Campionatul Mondial | Finale jucate de Spania la Campionatul Mondial | Finale jucate de Spania la Campionatul Mondial | Finale jucate de Spania la Campionatul Mondial | Finale jucate de Spania la Campionatul Mondial | Finale jucate de Spania la Campionatul Mondial | Finale jucate de Spania la Campionatul Mondial | Finale jucate de Spania la Campionatul Mondial |
| Finala                                         | Finala                                         | Finala                                         | Finala                                         |                                                | Finala mică                                    | Finala mică                                    | Finala mică                                    | Finala mică                                    |
| Anul                                           | Campioni                                       | Scor                                           | Adversar                                       | Anul                                           | Locul 3 sau 4                                  | Scor                                           | Adversar                                       |                                                |
| ---------------------------------------------- | ---------------------------------------------- | ---------------------------------------------- | ---------------------------------------------- | ---------------------------------------------- | ---------------------------------------------- | ---------------------------------------------- | ---------------------------------------------- | ---------------------------------------------- |
| 2010                                           | Spania                                         | 1 - 0                                          | Țările de Jos                                  | 1950                                           | Spania                                         | 1 - 3                                          | Suedia                                         |                                                |

| Finale jucate de Spania la Campionatul European | Finale jucate de Spania la Campionatul European | Finale jucate de Spania la Campionatul European | Finale jucate de Spania la Campionatul European | Finale jucate de Spania la Campionatul European | Finale jucate de Spania la Campionatul European | Finale jucate de Spania la Campionatul European | Finale jucate de Spania la Campionatul European | Finale jucate de Spania la Campionatul European |
| Câștigate                                       | Câștigate                                       | Câștigate                                       | Câștigate                                       |                                                 | Pierdute                                        | Pierdute                                        | Pierdute                                        | Pierdute                                        |
| Anul                                            | Campioni                                        | Scor                                            | Adversar                                        | Anul                                            | Vice-campioni                                   | Scor                                            | Adversar                                        |                                                 |
| ----------------------------------------------- | ----------------------------------------------- | ----------------------------------------------- | ----------------------------------------------- | ----------------------------------------------- | ----------------------------------------------- | ----------------------------------------------- | ----------------------------------------------- | ----------------------------------------------- |
| 1964                                            | Spania                                          | 2 - 1                                           | Rusia                                           | 1984                                            | Spania                                          | 0 - 2                                           | Franța                                          |                                                 |
| 2008                                            | Spania                                          | 1 - 0                                           | Germania                                        |                                                 |                                                 |                                                 |                                                 |                                                 |
| 2012                                            | Spania                                          | 4 - 0                                           | Italia                                          |                                                 |                                                 |                                                 |                                                 |                                                 |
| 2024                                            | Spania                                          | 2 - 1                                           | Anglia                                          |                                                 |                                                 |                                                 |                                                 |                                                 |

### Turnee
| Faza | Naționala | Scor | Adversar | Final |
| ---- | --------- | ---- | -------- | ----- |

| Grupe  | Spania | 7 - 0 | Costa Rica | Victorie   |
| Grupe  | Spania | 1 - 1 | Germania   | Egal       |
| Grupe  | Spania | 1 - 2 | Japonia    | Înfrângere |
| Optimi | Spania | 0 - 0 | Maroc      | Egal       |
| Optimi | Spania | 0 : 3 | Maroc      | Penalty    |

| Grupe  | Spania | 3 - 3 | Portugalia | Egal     |
| Grupe  | Spania | 1 - 0 | Iran       | Victorie |
| Grupe  | Spania | 2 - 2 | Maroc      | Egal     |
| Optimi | Spania | 1 - 1 | Rusia      | Egal     |
| Optimi | Spania | 3 : 4 | Rusia      | Penalty  |

| Grupe | Spania | 1 - 5 | Țările de Jos | Înfrângere |
| Grupe | Spania | 0 - 2 | Chile         | Înfrângere |
| Grupe | Spania | 3 - 0 | Australia     | Victorie   |

| Grupe      | Spania | 0 - 1 | Elveția       | Înfrângere |
| Grupe      | Spania | 2 - 0 | Honduras      | Victorie   |
| Grupe      | Spania | 2 - 1 | Chile         | Victorie   |
| Optimi     | Spania | 1 - 0 | Portugalia    | Victorie   |
| Sferturi   | Spania | 1 - 0 | Paraguay      | Victorie   |
| Semifinale | Spania | 1 - 0 | Germania      | Victorie   |
| Campioană  | Spania | 1 - 0 | Țările de Jos | Victorie   |

| Grupe  | Spania | 4 - 0 | Ucraina        | Victorie   |
| Grupe  | Spania | 3 - 1 | Tunisia        | Victorie   |
| Grupe  | Spania | 1 - 0 | Arabia Saudită | Victorie   |
| Optimi | Spania | 1 - 3 | Franța         | Înfrângere |

| Grupe    | Spania | 3 - 1 | Slovenia          | Victorie |
| Grupe    | Spania | 3 - 1 | Paraguay          | Victorie |
| Grupe    | Spania | 3 - 2 | Africa de Sud     | Victorie |
| Optimi   | Spania | 1 - 1 | Republica Irlanda | Egal     |
| Optimi   | Spania | 3 : 2 | Republica Irlanda | Penalty  |
| Sferturi | Spania | 0 - 0 | Coreea de Sud     | Egal     |
| Sferturi | Spania | 3 : 5 | Coreea de Sud     | Penalty  |

| Grupe | Spania | 2 - 3 | Nigeria  | Înfrângere |
| Grupe | Spania | 0 - 0 | Paraguay | Egal       |
| Grupe | Spania | 6 - 1 | Bulgaria | Victorie   |

| Grupe    | Spania | 2 - 2 | Coreea de Sud | Egal       |
| Grupe    | Spania | 1 - 1 | Germania      | Egal       |
| Grupe    | Spania | 3 - 1 | Bolivia       | Victorie   |
| Optimi   | Spania | 3 - 0 | Elveția       | Victorie   |
| Sferturi | Spania | 1 - 2 | Italia        | Înfrângere |

| Grupe  | Spania | 0 - 0 | Uruguay       | Egal       |
| Grupe  | Spania | 3 - 1 | Coreea de Sud | Victorie   |
| Grupe  | Spania | 2 - 1 | Belgia        | Victorie   |
| Optimi | Spania | 1 - 2 | Iugoslavia    | Înfrângere |

| Grupe    | Spania | 0 - 1 | Brazilia        | Înfrângere |
| Grupe    | Spania | 2 - 1 | Irlanda de Nord | Victorie   |
| Grupe    | Spania | 3 - 0 | Algeria         | Victorie   |
| Optimi   | Spania | 5 - 1 | Danemarca       | Victorie   |
| Sferturi | Spania | 1 - 1 | Belgia          | Egal       |
| Sferturi | Spania | 4 : 5 | Belgia          | Penalty    |

| Runda 1 | Spania | 1 - 1 | Honduras        | Egal       |
| Runda 1 | Spania | 2 - 1 | Iugoslavia      | Victorie   |
| Runda 1 | Spania | 0 - 1 | Irlanda de Nord | Înfrângere |
| Runda 2 | Spania | 1 - 2 | Germania        | Înfrângere |
| Runda 2 | Spania | 0 - 0 | Anglia          | Egal       |

| Runda 1 | Spania | 1 - 2 | Austria  | Înfrângere |
| Runda 1 | Spania | 0 - 0 | Brazilia | Egal       |
| Runda 1 | Spania | 1 - 0 | Suedia   | Victorie   |

| Grupe | Spania | 1 - 2 | Argentina | Înfrângere |
| Grupe | Spania | 2 - 1 | Elveția   | Victorie   |
| Grupe | Spania | 1 - 2 | Germania  | Înfrângere |

| Grupe | Spania | 0 - 1 | Cehoslovacia | Înfrângere |
| Grupe | Spania | 1 - 0 | Mexic        | Victorie   |
| Grupe | Spania | 1 - 2 | Brazilia     | Înfrângere |

| Runda 1      | Spania | 3 - 1 | Statele Unite | Victorie   |
| Runda 1      | Spania | 2 - 0 | Chile         | Victorie   |
| Runda 1      | Spania | 1 - 0 | Anglia        | Victorie   |
| Runda finală | Spania | 2 - 2 | Uruguay       | Egal       |
| Runda finală | Spania | 1 - 6 | Brazilia      | Înfrângere |
| Runda finală | Spania | 1 - 3 | Suedia        | Înfrângere |

| Optimi   | Spania | 3 - 1 | Brazilia | Victorie   |
| Sferturi | Spania | 1 - 1 | Italia   | Egal       |
| Rejucare | Spania | 0 - 1 | Italia   | Înfrângere |

### Meciuri - întâlniri directe
| Adversar          | Spania - confruntări directe la Campionatul Mondial | Spania - confruntări directe la Campionatul Mondial | Spania - confruntări directe la Campionatul Mondial | Spania - confruntări directe la Campionatul Mondial | Spania - confruntări directe la Campionatul Mondial | Spania - confruntări directe la Campionatul Mondial | Spania - confruntări directe la Campionatul Mondial | Spania - confruntări directe la Campionatul Mondial |
| Ediția și scorul  | Ediția și scorul                                    | Ediția și scorul                                    | Ediția și scorul                                    | Ediția și scorul                                    | Total                                               | Total                                               | Total                                               |                                                     |
| 1934              | 1950                                                | 1962                                                | 1978                                                | 1986                                                | Goluri marcate                                      | Goluri primite                                      |                                                     |                                                     |
| ----------------- | --------------------------------------------------- | --------------------------------------------------- | --------------------------------------------------- | --------------------------------------------------- | --------------------------------------------------- | --------------------------------------------------- | --------------------------------------------------- | --------------------------------------------------- |
| Brazilia          | 3 - 1                                               | 1 - 6                                               | 1 - 2                                               | 0 - 0                                               | 0 - 1                                               | 5                                                   | 10                                                  |                                                     |
|                   | 1966                                                | 1982                                                | 1994                                                | 2010                                                |                                                     | Goluri marcate                                      | Goluri primite                                      |                                                     |
| Germania          | 1 - 2                                               | 1 - 2                                               | 1 - 1                                               | 1 - 0                                               | -                                                   | 4                                                   | 5                                                   |                                                     |
|                   | 1950                                                | 2010                                                | 2014                                                |                                                     |                                                     | Goluri marcate                                      | Goluri primite                                      |                                                     |
| Chile             | 2 - 0                                               | 2 - 1                                               | 0 - 2                                               | -                                                   | -                                                   | 4                                                   | 3                                                   |                                                     |
|                   | 1990                                                | 1994                                                | 2002                                                |                                                     |                                                     | Goluri marcate                                      | Goluri primite                                      |                                                     |
| Coreea de Sud     | 3 - 1                                               | 2 - 2                                               | 0 - 0                                               | -                                                   | -                                                   | 5                                                   | 3                                                   |                                                     |
|                   | 1966                                                | 1994                                                | 2010                                                |                                                     |                                                     | Goluri marcate                                      | Goluri primite                                      |                                                     |
| Elveția           | 2 - 1                                               | 3 - 0                                               | 0 - 1                                               | -                                                   | -                                                   | 5                                                   | 2                                                   |                                                     |
|                   | 1998                                                | 2002                                                | 2010                                                |                                                     |                                                     | Goluri marcate                                      | Goluri primite                                      |                                                     |
| Paraguay          | 0 - 0                                               | 3 - 1                                               | 1 - 0                                               | -                                                   | -                                                   | 4                                                   | 1                                                   |                                                     |
|                   | 1950                                                | 1982                                                |                                                     |                                                     |                                                     | Goluri marcate                                      | Goluri primite                                      |                                                     |
| Anglia            | 1 - 0                                               | 0 - 0                                               | -                                                   | -                                                   | -                                                   | 1                                                   | 0                                                   |                                                     |
|                   | 1986                                                | 1990                                                |                                                     |                                                     |                                                     | Goluri marcate                                      | Goluri primite                                      |                                                     |
| Belgia            | 1 - 1                                               | 2 - 1                                               | -                                                   | -                                                   | -                                                   | 3                                                   | 2                                                   |                                                     |
|                   | 1982                                                | 2010                                                |                                                     |                                                     |                                                     | Goluri marcate                                      | Goluri primite                                      |                                                     |
| Honduras          | 1 - 1                                               | 2 - 0                                               | -                                                   | -                                                   | -                                                   | 3                                                   | 1                                                   |                                                     |
|                   | 1982                                                | 1986                                                |                                                     |                                                     |                                                     | Goluri marcate                                      | Goluri primite                                      |                                                     |
| Irlanda de Nord   | 0 - 1                                               | 2 - 1                                               | -                                                   | -                                                   | -                                                   | 2                                                   | 2                                                   |                                                     |
|                   | 1934                                                | 1934                                                | 1994                                                |                                                     |                                                     | Goluri marcate                                      | Goluri primite                                      |                                                     |
| Italia            | 1 - 1                                               | 0 - 1                                               | 1 - 2                                               | -                                                   | -                                                   | 2                                                   | 4                                                   |                                                     |
|                   | 1982                                                | 1990                                                |                                                     |                                                     |                                                     | Goluri marcate                                      | Goluri primite                                      |                                                     |
| Iugoslavia        | 2 - 1                                               | 1 - 2                                               | -                                                   | -                                                   | -                                                   | 3                                                   | 3                                                   |                                                     |
|                   | 2010                                                | 2014                                                |                                                     |                                                     |                                                     | Goluri marcate                                      | Goluri primite                                      |                                                     |
| Țările de Jos     | 1 - 0                                               | 1 - 5                                               | -                                                   | -                                                   | -                                                   | 2                                                   | 5                                                   |                                                     |
|                   | 2010                                                | 2018                                                |                                                     |                                                     |                                                     | Goluri marcate                                      | Goluri primite                                      |                                                     |
| Portugalia        | 1 - 0                                               | 3 - 3                                               | -                                                   | -                                                   | -                                                   | 4                                                   | 2                                                   |                                                     |
|                   | 1950                                                | 1978                                                |                                                     |                                                     |                                                     | Goluri marcate                                      | Goluri primite                                      |                                                     |
| Suedia            | 1 - 3                                               | 1 - 0                                               | -                                                   | -                                                   | -                                                   | 2                                                   | 3                                                   |                                                     |
|                   | 1950                                                | 1990                                                |                                                     |                                                     |                                                     | Goluri marcate                                      | Goluri primite                                      |                                                     |
| Uruguay           | 2 - 2                                               | 0 - 0                                               | -                                                   | -                                                   | -                                                   | 2                                                   | 2                                                   |                                                     |
|                   | 2002                                                |                                                     |                                                     |                                                     |                                                     | Goluri marcate                                      | Goluri primite                                      |                                                     |
| Africa de Sud     | 3 - 2                                               | -                                                   | -                                                   | -                                                   | -                                                   | 3                                                   | 2                                                   |                                                     |
|                   | 1986                                                |                                                     |                                                     |                                                     |                                                     | Goluri marcate                                      | Goluri primite                                      |                                                     |
| Algeria           | 3 - 0                                               | -                                                   | -                                                   | -                                                   | -                                                   | 3                                                   | 0                                                   |                                                     |
|                   | 2006                                                |                                                     |                                                     |                                                     |                                                     | Goluri marcate                                      | Goluri primite                                      |                                                     |
| Arabia Saudită    | 1 - 0                                               | -                                                   | -                                                   | -                                                   | -                                                   | 1                                                   | 0                                                   |                                                     |
|                   | 1966                                                |                                                     |                                                     |                                                     |                                                     | Goluri marcate                                      | Goluri primite                                      |                                                     |
| Argentina         | 1 - 2                                               | -                                                   | -                                                   | -                                                   | -                                                   | 1                                                   | 2                                                   |                                                     |
|                   | 2014                                                |                                                     |                                                     |                                                     |                                                     | Goluri marcate                                      | Goluri primite                                      |                                                     |
| Australia         | 3 - 0                                               | -                                                   | -                                                   | -                                                   | -                                                   | 3                                                   | 0                                                   |                                                     |
|                   | 1978                                                |                                                     |                                                     |                                                     |                                                     | Goluri marcate                                      | Goluri primite                                      |                                                     |
| Austria           | 1 - 2                                               | -                                                   | -                                                   | -                                                   | -                                                   | 1                                                   | 2                                                   |                                                     |
|                   | 1994                                                |                                                     |                                                     |                                                     |                                                     | Goluri marcate                                      | Goluri primite                                      |                                                     |
| Bolivia           | 3 - 1                                               | -                                                   | -                                                   | -                                                   | -                                                   | 3                                                   | 1                                                   |                                                     |
|                   | 1998                                                |                                                     |                                                     |                                                     |                                                     | Goluri marcate                                      | Goluri primite                                      |                                                     |
| Bulgaria          | 6 - 1                                               | -                                                   | -                                                   | -                                                   | -                                                   | 6                                                   | 1                                                   |                                                     |
|                   | 1962                                                |                                                     |                                                     |                                                     |                                                     | Goluri marcate                                      | Goluri primite                                      |                                                     |
| Cehoslovacia      | 0 - 1                                               | -                                                   | -                                                   | -                                                   | -                                                   | 0                                                   | 1                                                   |                                                     |
|                   | 1986                                                |                                                     |                                                     |                                                     |                                                     | Goluri marcate                                      | Goluri primite                                      |                                                     |
| Danemarca         | 5 - 1                                               | -                                                   | -                                                   | -                                                   | -                                                   | 5                                                   | 1                                                   |                                                     |
|                   | 2006                                                |                                                     |                                                     |                                                     |                                                     | Goluri marcate                                      | Goluri primite                                      |                                                     |
| Franța            | 1 - 3                                               | -                                                   | -                                                   | -                                                   | -                                                   | 1                                                   | 3                                                   |                                                     |
|                   | 2018                                                |                                                     |                                                     |                                                     |                                                     | Goluri marcate                                      | Goluri primite                                      |                                                     |
| Iran              | 1 - 0                                               | -                                                   | -                                                   | -                                                   | -                                                   | 1                                                   | 0                                                   |                                                     |
|                   | 2018                                                |                                                     |                                                     |                                                     |                                                     | Goluri marcate                                      | Goluri primite                                      |                                                     |
| Maroc             | 2 - 2                                               | -                                                   | -                                                   | -                                                   | -                                                   | 2                                                   | 2                                                   |                                                     |
|                   | 1962                                                |                                                     |                                                     |                                                     |                                                     | Goluri marcate                                      | Goluri primite                                      |                                                     |
| Mexic             | 1 - 0                                               | -                                                   | -                                                   | -                                                   | -                                                   | 1                                                   | 0                                                   |                                                     |
|                   | 1998                                                |                                                     |                                                     |                                                     |                                                     | Goluri marcate                                      | Goluri primite                                      |                                                     |
| Nigeria           | 2 - 3                                               | -                                                   | -                                                   | -                                                   | -                                                   | 2                                                   | 3                                                   |                                                     |
|                   | 2002                                                |                                                     |                                                     |                                                     |                                                     | Goluri marcate                                      | Goluri primite                                      |                                                     |
| Republica Irlanda | 1 - 1                                               | -                                                   | -                                                   | -                                                   | -                                                   | 1                                                   | 1                                                   |                                                     |
|                   | 2018                                                |                                                     |                                                     |                                                     |                                                     | Goluri marcate                                      | Goluri primite                                      |                                                     |
| Rusia             | 1 - 1                                               | -                                                   | -                                                   | -                                                   | -                                                   | 1                                                   | 1                                                   |                                                     |
|                   | 2002                                                |                                                     |                                                     |                                                     |                                                     | Goluri marcate                                      | Goluri primite                                      |                                                     |
| Slovenia          | 3 - 1                                               | -                                                   | -                                                   | -                                                   | -                                                   | 3                                                   | 1                                                   |                                                     |
|                   | 1950                                                |                                                     |                                                     |                                                     |                                                     | Goluri marcate                                      | Goluri primite                                      |                                                     |
| SUA               | 3 - 1                                               | -                                                   | -                                                   | -                                                   | -                                                   | 3                                                   | 1                                                   |                                                     |
|                   | 2006                                                |                                                     |                                                     |                                                     |                                                     | Goluri marcate                                      | Goluri primite                                      |                                                     |
| Tunisia           | 3 - 1                                               | -                                                   | -                                                   | -                                                   | -                                                   | 3                                                   | 1                                                   |                                                     |
|                   | 2006                                                |                                                     |                                                     |                                                     |                                                     | Goluri marcate                                      | Goluri primite                                      |                                                     |
| Ucraina           | 4 - 0                                               | -                                                   | -                                                   | -                                                   | -                                                   | 4                                                   | 0                                                   |                                                     |

## Campionatul European
| 1960        | S-a retras       | S-a retras       | S-a retras       | S-a retras       | S-a retras       | S-a retras       | S-a retras       | S-a retras       | S-a retras       | S-a retras       |
| 1964        | Campioni         | 1                | 2                | 2                | 0                | 0                | 4                | 2                |                  |                  |
| 1968 - 1976 | Nu s-a calificat | Nu s-a calificat | Nu s-a calificat | Nu s-a calificat | Nu s-a calificat | Nu s-a calificat | Nu s-a calificat | Nu s-a calificat | Nu s-a calificat | Nu s-a calificat |
| 1980        | Grupe            | 7                | 3                | 0                | 1                | 2                | 2                | 4                |                  |                  |
| 1984        | Vicecampioană    | 2                | 5                | 1                | 3                | 1                | 4                | 5                |                  |                  |
| 1988        | Grupe            | 6                | 3                | 1                | 0                | 2                | 3                | 5                |                  |                  |
| 1992        | Nu s-a calificat | Nu s-a calificat | Nu s-a calificat | Nu s-a calificat | Nu s-a calificat | Nu s-a calificat | Nu s-a calificat | Nu s-a calificat | Nu s-a calificat | Nu s-a calificat |
| 1996        | Sferturi         | 6                | 4                | 1                | 3                | 0                | 4                | 3                |                  |                  |
| 2000        | Sferturi         | 5                | 4                | 2                | 0                | 2                | 7                | 7                |                  |                  |
| 2004        | Grupe            | 10               | 3                | 1                | 1                | 1                | 2                | 2                |                  |                  |
| 2008        | Campioni         | 1                | 6                | 5                | 1                | 0                | 12               | 3                |                  |                  |
| 2012        | Campioni         | 1                | 6                | 4                | 2                | 0                | 12               | 1                |                  |                  |
| 2016        | Optimi           | 10               | 4                | 2                | 0                | 2                | 5                | 4                |                  |                  |
| 2020        | Semifinale       | 3                | 6                | 2                | 4                | 0                | 13               | 6                |                  |                  |
| 2024        | Campioni         | 1                | 7                | 7                | 0                | 0                | 15               | 4                |                  |                  |
| Total       | 4 Titluri        | 12/17            | 53               | 28               | 15               | 10               | 83               | 46               |                  |                  |

## Palmares
- Campionatul Mondial de Fotbal

- Câștigători (1): 2010
- Locul patru (1): 1950

- Campionatul European de Fotbal

- Câștigători (4): 1964, 2008, 2012, 2024
- Finaliști (1): 1984

- Cupa Confederațiilor FIFA

- Locul trei (1): 2009

- Turneul de fotbal Olimpic

- Medalia de Aur (1): 1992, 2024
- Medalia de Argint (2): 2000

### Altele
- Premiul Fair-play al Campionatului Mondial de Fotbal: 2006*, 2010 [11]

* împărțit cu Brazilia

## Recorduri

### Mondiale
Cele mai multe victorii consecutive15 (2008–2009)
Cele mai multe meciuri fără înfrângere35 (2007–2009) (ca și  Brazilia între 1993–1996)
Cele mai multe victorii consecutive realizate de un antrenor de la debut13 – Vicente Del Bosque

### Naționale
Cele mai multe goluri internaționale59 – David Villa
Cele mai multe selecții167 – Iker Casillas
Cele mai multe goluri marcate într-un sezon13 – David Villa (2008–2009)
Cele mai multe jocuri consecutive cu cel puțin un gol6 – David Villa
Golgheter la Cupa Mondială8 – David Villa
Cele mai multe goluri marcate la o Cupă Mondială5 – Emilio Butragueño (1986) și David Villa (2010)
Trei turnee câștigate la rând,consecutiv Campionatele europene 2008/2012 și campionatul mondial 2010.

## Jucători

### Lotul actual
Următorii jucători au fost incluși în lotul final pentru meciurile din Liga Națiunilor UEFA 2024–25 împotriva Franței și Germaniei sau Portugaliei, care vor avea loc pe 5 și 8 iunie 2025, respectiv.
| Nr. | Poz. | Jucător                 | Data nașterii (vârsta)         | Selecții | Goluri | Club                |
| --- | ---- | ----------------------- | ------------------------------ | -------- | ------ | ------------------- |
| 1   | P    | David Raya              | 15 septembrie 1995 (29 de ani) | 11       | 0      | Arsenal             |
| 13  | P    | Álex Remiro             | 24 martie 1995 (30 de ani)     | 2        | 0      | Real Sociedad       |
| 23  | P    | Unai Simón              | 11 iunie 1997 (28 de ani)      | 48       | 0      | Athletic Bilbao     |
|     |      |                         |                                |          |        |                     |
| 2   | F    | Pedro Porro             | 13 septembrie 1999 (25 de ani) | 8        | 0      | Tottenham Hotspur   |
| 3   | F    | Robin Le Normand        | 11 noiembrie 1996 (28 de ani)  | 21       | 1      | Atlético Madrid     |
| 4   | F    | Pau Cubarsí             | 22 ianuarie 2007 (18 ani)      | 6        | 0      | Barcelona           |
| 5   | F    | Dani Vivian             | 5 iulie 1999 (26 de ani)       | 8        | 0      | Athletic Bilbao     |
| 17  | F    | Álex Grimaldo           | 20 septembrie 1995 (29 de ani) | 10       | 0      | Bayer Leverkusen    |
| 12  | F    | Dean Huijsen            | 14 aprilie 2005 (20 de ani)    | 2        | 0      | Real Madrid         |
| 24  | F    | Marc Cucurella          | 22 iulie 1998 (27 de ani)      | 15       | 0      | Chelsea             |
| 14  | F    | Óscar Mingueza          | 13 mai 1999 (26 de ani)        | 3        | 0      | Celta Vigo          |
|     |      |                         |                                |          |        |                     |
| 6   | M    | Mikel Merino            | 22 iunie 1996 (29 de ani)      | 33       | 3      | Arsenal             |
| 8   | M    | Fabián Ruiz             | 3 aprilie 1996 (29 de ani)     | 37       | 6      | Paris Saint-Germain |
| 9   | M    | Gavi                    | 5 august 2004 (21 de ani)      | 27       | 5      | Barcelona           |
| 10  | M    | Dani Olmo               | 7 mai 1998 (27 de ani)         | 43       | 11     | Barcelona           |
| 16  | M    | Álex Baena              | 20 iulie 2001 (24 de ani)      | 9        | 2      | Villarreal          |
| 18  | M    | Martín Zubimendi        | 2 februarie 1999 (26 de ani)   | 17       | 1      | Real Sociedad       |
| 20  | M    | Pedri                   | 25 noiembrie 2002 (22 de ani)  | 32       | 2      | Barcelona           |
| 22  | M    | Isco                    | 21 aprilie 1992 (33 de ani)    | 38       | 12     | Real Betis          |
| 25  | M    | Fermín López            | 11 mai 2003 (22 de ani)        | 2        | 0      | Barcelona           |
|     |      |                         |                                |          |        |                     |
| 7   | A    | Álvaro Morata (captain) | 23 octombrie 1992 (32 de ani)  | 85       | 37     | Galatasaray         |
| 15  | A    | Yeremy Pino             | 20 octombrie 2002 (22 de ani)  | 14       | 3      | Villarreal          |
| 26  | A    | Samu Aghehowa           | 5 mai 2004 (21 de ani)         | 1        | 0      | Porto               |
| 11  | A    | Nico Williams           | 12 iulie 2002 (23 de ani)      | 26       | 5      | Athletic Bilbao     |
| 19  | A    | Lamine Yamal            | 13 iulie 2007 (18 ani)         | 19       | 4      | Barcelona           |
| 21  | A    | Mikel Oyarzabal         | 21 aprilie 1997 (28 de ani)    | 43       | 15     | Real Sociedad       |

### Convocări recente
Următorii jucători au fost convocați la națională în ultimile 12 luni.
| INJ Jucătorul s-a retras din lot din cauza unei accidentări · PRE Preliminary squad / standby · WD Jucător s-a retras din lot din cauza unor probleme care nu sunt legate de o accidentare · RET Jucătorul s-a retras de la echipa națională · SUS Jucătorul a executat suspendare · \| Poz. \| Jucător \| Data nașterii (vârsta) \| Selecții \| Goluri \| Club \| Ultima convocare \| \| ---- \| --------------- \| ------------------------------ \| -------- \| ------ \| ---------------- \| ------------------------------------ \| \| P \| Robert Sánchez \| 18 noiembrie 1997 (27 de ani) \| 3 \| 0 \| Chelsea \| v. Elveția, 18 noiembrie 2024 \| \| \| \| \| \| \| \| \| \| F \| Raúl Asencio \| 13 februarie 2003 (22 de ani) \| 0 \| 0 \| Real Madrid \| v. Țările de Jos, 23 martie 2025 \| \| F \| Iñigo Martínez \| 17 mai 1991 (34 de ani) \| 21 \| 1 \| Barcelona \| v. Țările de Jos, 20 martie 2025 INJ \| \| F \| Aymeric Laporte \| 27 mai 1994 (31 de ani) \| 40 \| 2 \| Al-Nassr \| v. Elveția, 18 noiembrie 2024 \| \| F \| Aitor Paredes \| 29 aprilie 2000 (25 de ani) \| 1 \| 0 \| Athletic Bilbao \| v. Elveția, 18 noiembrie 2024 \| \| F \| Pau Torres \| 16 ianuarie 1997 (28 de ani) \| 24 \| 1 \| Aston Villa \| v. Danemarca, 15 noiembrie 2024 INJ \| \| F \| Dani Carvajal \| 11 ianuarie 1992 (33 de ani) \| 51 \| 1 \| Real Madrid \| v. Danemarca, 12 octombrie 2024 INJ \| \| F \| Nacho \| 18 ianuarie 1990 (35 de ani) \| 29 \| 1 \| Al-Qadsiah \| UEFA Euro 2024 \| \| \| \| \| \| \| \| \| \| M \| Marc Casadó \| 14 septembrie 2003 (21 de ani) \| 2 \| 0 \| Barcelona \| v. Țările de Jos, 20 martie 2025 INJ \| \| M \| Pablo Barrios \| 15 iunie 2003 (22 de ani) \| 1 \| 0 \| Atlético Madrid \| v. Elveția, 18 noiembrie 2024 \| \| M \| Rodri \| 22 iunie 1996 (29 de ani) \| 57 \| 4 \| Manchester City \| v. Elveția, 8 septembrie 2024 INJ \| \| M \| Pepelu \| 11 august 1998 (27 de ani) \| 0 \| 0 \| Valencia \| v. Elveția, 8 septembrie 2024 \| \| M \| Aleix García \| 28 iunie 1997 (28 de ani) \| 5 \| 0 \| Bayer Leverkusen \| v. Țările de Jos, 23 martie 2025 \| \| M \| Marcos Llorente \| 30 ianuarie 1995 (30 de ani) \| 19 \| 0 \| Atlético Madrid \| UEFA Euro 2024 PRE \| \| \| \| \| \| \| \| \| \| A \| Ferran Torres \| 29 februarie 2000 (25 de ani) \| 49 \| 21 \| Barcelona \| v. Țările de Jos, 20 martie 2025 INJ \| \| A \| Ayoze Pérez \| 29 iulie 1993 (32 de ani) \| 5 \| 2 \| Villarreal \| v. Țările de Jos, 20 martie 2025 INJ \| \| A \| Bryan Zaragoza \| 9 septembrie 2001 (23 de ani) \| 3 \| 1 \| Osasuna \| v. Țările de Jos, 20 martie 2025 INJ \| \| A \| Bryan Gil \| 11 februarie 2001 (24 de ani) \| 5 \| 1 \| Girona \| v. Elveția, 18 noiembrie 2024 \| \| A \| Joselu \| 27 martie 1990 (35 de ani) \| 17 \| 6 \| Al-Gharafa \| v. Serbia, 15 octombrie 2024 \| \| \| \| \| \| \| \| \| |                 |                                |          |        |                  |                                      |
| Poz. | Jucător         | Data nașterii (vârsta)         | Selecții | Goluri | Club             | Ultima convocare                     |
| P | Robert Sánchez  | 18 noiembrie 1997 (27 de ani)  | 3        | 0      | Chelsea          | v. Elveția, 18 noiembrie 2024        |
| |                 |                                |          |        |                  |                                      |
| F | Raúl Asencio    | 13 februarie 2003 (22 de ani)  | 0        | 0      | Real Madrid      | v. Țările de Jos, 23 martie 2025     |
| F | Iñigo Martínez  | 17 mai 1991 (34 de ani)        | 21       | 1      | Barcelona        | v. Țările de Jos, 20 martie 2025 INJ |
| F | Aymeric Laporte | 27 mai 1994 (31 de ani)        | 40       | 2      | Al-Nassr         | v. Elveția, 18 noiembrie 2024        |
| F | Aitor Paredes   | 29 aprilie 2000 (25 de ani)    | 1        | 0      | Athletic Bilbao  | v. Elveția, 18 noiembrie 2024        |
| F | Pau Torres      | 16 ianuarie 1997 (28 de ani)   | 24       | 1      | Aston Villa      | v. Danemarca, 15 noiembrie 2024 INJ  |
| F | Dani Carvajal   | 11 ianuarie 1992 (33 de ani)   | 51       | 1      | Real Madrid      | v. Danemarca, 12 octombrie 2024 INJ  |
| F | Nacho           | 18 ianuarie 1990 (35 de ani)   | 29       | 1      | Al-Qadsiah       | UEFA Euro 2024                       |
| |                 |                                |          |        |                  |                                      |
| M | Marc Casadó     | 14 septembrie 2003 (21 de ani) | 2        | 0      | Barcelona        | v. Țările de Jos, 20 martie 2025 INJ |
| M | Pablo Barrios   | 15 iunie 2003 (22 de ani)      | 1        | 0      | Atlético Madrid  | v. Elveția, 18 noiembrie 2024        |
| M | Rodri           | 22 iunie 1996 (29 de ani)      | 57       | 4      | Manchester City  | v. Elveția, 8 septembrie 2024 INJ    |
| M | Pepelu          | 11 august 1998 (27 de ani)     | 0        | 0      | Valencia         | v. Elveția, 8 septembrie 2024        |
| M | Aleix García    | 28 iunie 1997 (28 de ani)      | 5        | 0      | Bayer Leverkusen | v. Țările de Jos, 23 martie 2025     |
| M | Marcos Llorente | 30 ianuarie 1995 (30 de ani)   | 19       | 0      | Atlético Madrid  | UEFA Euro 2024 PRE                   |
| |                 |                                |          |        |                  |                                      |
| A | Ferran Torres   | 29 februarie 2000 (25 de ani)  | 49       | 21     | Barcelona        | v. Țările de Jos, 20 martie 2025 INJ |
| A | Ayoze Pérez     | 29 iulie 1993 (32 de ani)      | 5        | 2      | Villarreal       | v. Țările de Jos, 20 martie 2025 INJ |
| A | Bryan Zaragoza  | 9 septembrie 2001 (23 de ani)  | 3        | 1      | Osasuna          | v. Țările de Jos, 20 martie 2025 INJ |
| A | Bryan Gil       | 11 februarie 2001 (24 de ani)  | 5        | 1      | Girona           | v. Elveția, 18 noiembrie 2024        |
| A | Joselu          | 27 martie 1990 (35 de ani)     | 17       | 6      | Al-Gharafa       | v. Serbia, 15 octombrie 2024         |
| |                 |                                |          |        |                  |                                      |

### Loturi precedente
| - Lotul pentru Campionatul Mondial de Fotbal 2014 - Lotul pentru Campionatul Mondial de Fotbal 2010 - Lotul pentru Campionatul Mondial de Fotbal 2006 - Lotul pentru Campionatul Mondial de Fotbal 2002 - Lotul pentru Campionatul Mondial de Fotbal 1998 - Lotul pentru Campionatul Mondial de Fotbal 1994 - Lotul pentru Campionatul Mondial de Fotbal 1990 - Lotul pentru Campionatul Mondial de Fotbal 1986 - Lotul pentru Campionatul Mondial de Fotbal 1982 - Lotul pentru Campionatul Mondial de Fotbal 1978 - Lotul pentru Campionatul Mondial de Fotbal 1966 - Lotul pentru Campionatul Mondial de Fotbal 1962 - Lotul pentru Campionatul Mondial de Fotbal 1950 - Lotul pentru Campionatul Mondial de Fotbal 1934 | - Lotul pentru UEFA Euro 2012 - Lotul pentru UEFA Euro 2008 - Lotul pentru UEFA Euro 2004 - Lotul pentru UEFA Euro 2000 - Lotul pentru UEFA Euro 1996 - Lotul pentru UEFA Euro 1988 - Lotul pentru UEFA Euro 1984 - Lotul pentru UEFA Euro 1980 - Lotul pentru UEFA Euro 1964 - Lotul pentru Cupa Confederațiilor 2009 |

### Top marcatori
La 5 iulie 2024, cei mai buni zece marcatori ai Spaniei sunt:
| # | Jucător            | Goluri | Selecții | Medie | Ani la națională |
| - | ------------------ | ------ | -------- | ----- | ---------------- |
| 1 | David Villa        | 59     | 98       | 0.6   | 2005–2017        |
| 2 | Raúl               | 44     | 102      | 0.43  | 1996–2006        |
| 3 | Fernando Torres    | 38     | 110      | 0.35  | 2003–2014        |
| 4 | Álvaro Morata      | 36     | 78       | 0.46  | 2014–prezent     |
| 5 | David Silva        | 35     | 125      | 0.28  | 2006–2018        |
| 6 | Fernando Hierro    | 29     | 89       | 0.33  | 1989–2002        |
| 7 | Fernando Morientes | 27     | 47       | 0.57  | 1998–2007        |
| 8 | Emilio Butragueño  | 26     | 69       | 0.38  | 1984–1992        |
| 9 | Alfredo Di Stéfano | 23     | 31       | 0.74  | 1957–1961        |
| 9 | Sergio Ramos       | 23     | 180      | 0.13  | 2005–2021        |

- Caractere înfroșate: jucători încă activi în fotbalul internațional.

### Cei mai selecționați jucători ai Spaniei
La data de 5 iulie 2024, cei zece jucători cu cele mai multe selecții pentru echipa națională de fotbal a Spaniei sunt:
| # | Jucător            | Selecții | Goluri | Ani la națională |
| - | ------------------ | -------- | ------ | ---------------- |
| 1 | Sergio Ramos       | 180      | 23     | 2005–2021        |
| 2 | Iker Casillas      | 167      | 0      | 2000–2016        |
| 3 | Sergio Busquets    | 143      | 2      | 2009–2022        |
| 4 | Xavi               | 133      | 13     | 2000–2014        |
| 5 | Andrés Iniesta     | 131      | 13     | 2006–2018        |
| 6 | Andoni Zubizarreta | 126      | 0      | 1985–1998        |
| 7 | David Silva        | 125      | 35     | 2006–2018        |
| 8 | Xabi Alonso        | 114      | 16     | 2003–2014        |
| 9 | Cesc Fàbregas      | 110      | 15     | 2006–2016        |
| 9 | Fernando Torres    | 110      | 38     | 2003–2014        |

- Caractere îngroșate: jucători încă activi în fotbalul internațional.

## Antrenori
- Francisco Bru (1920)
- Julián Ruete (1921–1922)
- Pedro Parages (1923–1924)
- Fernando Gutiérrez Alzaga (1925)
- Ricardo Cabot Montalt (1925)
- Ezequiel Montero Román (1926–1927)
- Fred Pentland (1929)
- José María Mateos	(1929–1933)
- Amadeo García Salazar (1934–1936)
- Eduardo Teus López (1941–1942)
- Jacinto Quincoces	(1945)
- Paulino Alcántara (1951)
- Ricardo Zamora (1952)
- Pedro Escartín Morán (1952–1961)
- Helenio Herrera (1959–1962)
- José Villalonga (1962–1966)
- Domingo Balmanya (1966–1968)
- Luis Molowny (1969)
- Miguel Muñoz (1969), (1982–1988)
- Ladislao Kubala (1969–1980)
- José Santamaría (1980–1982)
- Luis Suárez (1988–1991)
- Vicente Miera (1991–1992)
- Javier Clemente (1992–1998)
- José Antonio Camacho (1998–2002)
- Iñaki Sáez (2002–2004)
- Luis Aragonés (2004–2008)
- Vicente del Bosque (2008–2016)
- Julen Lopetegui (2016–2018)
- Fernando Hierro (2018)
- Luis Enrique (2018–2019)
- Robert Moreno (2019)
- Luis Enrique (2019–2022)
- Luis de la Fuente (2022–prezent)

## Cântece pentru competiții
Unele grupuri sau unii cântăreți spanioli au vrut să încurajeze Spania prin cântece ca:
| Serie                              | Imn / Cântec           | Cântăreț(i)                                   | Textier(i) / Producător(i)   |
| ---------------------------------- | ---------------------- | --------------------------------------------- | ---------------------------- |
| Campionatul Mondial de Fotbal 2002 | „Vivimos La Selección” | Operación Triunfo                             | Kike Santander               |
| Campionatul Mondial de Fotbal 2006 | „A Por Ellos, Oé”      | La Banda del Capitán Canalla & echipa Spaniei | La Banda del Capitán Canalla |